# Parque Florestal Salim Ali
O Parque Florestal Salim Ali ou Parque Florestal da Cidade Florestal foi um parque nacional localizado em Srinagar, Jammu e Caxemira, na Índia. Cobriu uma área de 9,07 km ². Emitido em 1986, o nome do parque homenageia o ornitólogo indiano Salim Ali. O parque foi convertido no Royal Springs Golf Course, Srinagar entre 1998 e 2001 por Farooq Abdullah, o então ministro-chefe de Jammu e Caxemira.
O parque apresentava espécies de vida selvagem como o urso preto do Himalaia, o leopardo e 70 espécies de pássaros.